# آيت اسعيد او لحسن (تالسينت)
آيت اسعيد او لحسن هي إحدى مشيخات المملكة المغربية، تتبع جغرافيا لإقليم فكيك وإداريًا لتالسينت. يقدر عدد سكانها بـ 608 نسمة حسب الإحصاء الرسمي للسكان والسكنى لسنة 2004.